# قائمة مدن المغرب الأقصى التي أسسها الأمازيغ
تضم القائمة مدن مغربية أسسها الأمازيغ.
- آنفا (الدار البيضاء): يعود تأسيس أنفا إلى العصر الحجري الحديث من قبل الأمازيغ وكانت بمثابة نقطة توقف للفينيقيين في طريقهم إلى الصويرة.
- أزمور: (كلمة «أزمور» تعني بالأمازيغية: الزيتون الجاف) أسس المدينة الأمازيغ، وأصبحت فيما بعد مستوطنة رومانية مهمة.
- سيرني (الصويرة): مدينة أسسها الأمازيغ تحت اسم موغادور أو ميغادور أو أميكدول. زارها الفينيقيون سنة 900 قبل الميلاد لكن تطورها الحقيقي بدأ في القرن الأول قبل الميلاد في عهد الملك الأمازيغي يوبا الثاني.
- إيش : مدينة تقع قرب فجيج وهي مدينة أسسها الأمازيغ.
- ليكسوس (العرائش): أسسها الأمازيغ عام 1146 قبل الميلاد.
- مازاغان (الجديدة): أسسها الأمازيغ تحت اسم «مازاغان» وزارها البونيقيون عام 650 قبل الميلاد، وكانت نقطة توقف رومانية في طريقهم إلى الصويرة.
- مليلت (مليلية مدينة مغربية تحتلها إسبانيا): أسسها الأمازيغ والفينيقيون.
- شالة (سلا): تأسست من قبل الأمازيغ والفينيقيين تحت اسم كالا أو سلا.
- تمودة : مدينة أمازيغية قديمة جدًا سقطت سنة 39 ميلادية تحت الاحتلال الروماني.
- تطاوين (تطوان) مدينة اسسها الامازيغ والاسم يعني العينين.
- شاون شفشاون مدينة اسسها الامازيغ والغسم يعني القرون.
- تاموسيذا (القنيطرة).
- طنجيس (طنجة): أسسها الأمازيغ تحت اسم طينجي.
- تيزاس (تازة): أسسها الأمازيغ، وضمت المدينة حامية عسكرية كبيرة زمن حكم الرومان.
- زيليس (أصيلة): أسسها الأمازيغ والفينيقيون.
- أمور ن أكوش (مراكش): وتعني أرض الإله.
- أفيزاز أو فزاز (فاس).
- زطات (سطات) مدينة اسسها الامازيغ والاسم يعني الضريبة.
- تيط اوسردون (عين أسردون) مدينة اسسها الأمازيغ وتعني عين الحصان أو نبع الحصان.
- أليلي (وليلي) مدينة أسسها الأمازيغ واحتلها الرومان واقامو بنائهم على انقاض المدينة القديمة. وليلي تعني زهرة شجرة الدفلي.
- مكناسة (مكناس) مدينة اسسها الامازيغ، يرجع تسمية مكناس إلى قبيلة أمازيغية اطلقت على نفسها اسم مكناسة.
- وار” ”زازات (ورزازات) كانت بلدة صغيرة اسسها الأمازيغ، وطورها الاستعمار الفرنسي. (الاسم عبارة أمازيغية مركبة من كلمتين “وار” وتعني دون و”زازات” وتعني الضجيج تعني دون ضجيج).[1]